# Morella pubescens
Morella pubescens är en porsväxtart som först beskrevs av Alexander von Humboldt, Amp; Bonpl. och Carl Ludwig von Willdenow, och fick sitt nu gällande namn av Robert Lynch Wilbur. Morella pubescens ingår i släktet Morella och familjen porsväxter. Inga underarter finns listade i Catalogue of Life.